# Brut (Michelangelo)
Brut je marmorni doprsni kip Marka Junija Bruta, ki ga je izklesal Michelangelo okoli 1539–1540. Zdaj je v muzeju Bargello v Firencah.
Skulptura daje Brutu herojski vidik v skladu s političnim čustvom proti tiraniji v času njenega nastanka. Pripada in je morda sprožil oživitev klasičnega doprsnega kipa v kiparstvu.

## Ozadje
Michelangelo je izdelal Bruta nekaj let po porazu Firenške republike (1527–1531). Kot zagovornik Firenške republike, ki je načrtoval in nadziral preoblikovanje in gradnjo njenih utrdb, je bil Michelangelo močan nasprotnik tiranije.
V Božanski komediji je Dante Alighieri postavil Bruta med najnižje med nizkimi. Michelangelo je bil zelo predan Dantejevim pesmim, toda z renesanso so Bruta začeli obravnavati kot močnega in kljubovalnega nasprotnika tiranije. »Med renesanso, ko je Rimsko cesarstvo veljalo za začetek propadanja Rima, se je razvil pravi Brutov kult«, piše Michelangelov biograf Charles de Tolnay.
V letih po kapitulaciji Firenc je Michelangelo ostal v stiku z nekaterimi nekdanjimi voditelji republike, možmi, ki so zagovarjali svobodo mesta-države in nasprotovali medičejski tiraniji. De Tolnay verjame, da je eden od teh mož in sicer Donato Giannotti, navdihnil Brutov doprsni kip. »Doprsni kip je pomemben za razumevanje političnih stališč [Michelangela] Buonarrotija«, pravi De Tolnay. »Michelangelovo pojmovanje Bruta je jasno izraženo v tem doprsnem kipu: predstavlja junaški prezir do tistih, ki bi uničili svobodo«. Sodobniki so morda povezovali skulpturo z atentatom na Alessandra de' Medicija, firenškega vojvodo, ki ga je leta 1537 izvedel Lorenzino de' Medici.
Johannes Wilde, še en poznavalec Michelangela, prav tako vidi Bruta kot »poveličevanje svobode pred tiranijo«. Wilde domneva, da je skulptura ostala nedokončana.

## Datacija
De Tolnay domneva, da je bil doprsni kip ustvarjen okoli leta 1539–1540. Narodni muzej Bargello v Firencah, kjer je skulptura običajno razstavljena, prav tako datira delo v 1539–1540. Thomas Martin dvomi o tem datumu, ki izvira od Giorgia Vasarija, pri čemer ugotavlja, da je Brut Michelangelovo delavnico zapustil šele okoli leta 1555, kar nakazuje, da je bila skulptura morda izdelana kasneje in je bila morda naročena v spomin na smrt Lorenzina de' Medicija leta 1548.
Na splošno velja, da je delo vplivalo na oživitev klasične doprsne oblike v kiparstvu. Po Martinovem mnenju pa poznejši datumi skulpture pomenijo, da je pozno prišla v trend. Bruta primerjajo z marmornim doprsnim kipom vojvode Cosima I., ki ga je ustvaril Bartolommeo Bandinelli v letih 1543–1545 in drugim doprsnim kipom vojvode Cosima, ki ga je ustvaril Benvenuto Cellini v letih 1545–1547.

## Delo
Skulpturo je naročil republikanec Donato Giannotti za kardinala Niccolòja Ridolfija.
Obraz skulpture je asimetričen, del obrnjen stran od gledalca, kaže več znakov čustev, vključno z razširjeno nosnico.

### Fibula kot študija za glavo
Giorgio Vasari je zapisal, da je Michelangelo oblikoval Bruta iz podobe, izrezane v dragulj. Poznejši učenjaki niso ugotovili, da bi bilo delo podobno kateremu koli takemu obstoječemu dragulju, namesto tega so domnevali, da je morda oblikovano po doprsnem kipu Karakale. De Tolnay je leta 1935 objavil svoje opažanje, da je fibula v skulpturi študija za samo skulpturo, ki zagotavlja manjkajočo povezavo, da bi pokazala podobnost s klasičnim kovancem.
Sama oblika glave je preprostejša od silhuete na rami. Po de Tolnayu:

Pri prvem (fibula) je silhueta glave okrogla; reliefno čelo prikazuje gibanje; obris nosu je valovit; linija ustnic je mehka; brada je ostro zaobljena. Pri slednjem (prsni kip) je vse poenostavljeno za kroj; sorazmerno majhna glava se dviga nad nenavadno širokim bikovim vratom in ima skoraj ravno pravokotno silhueto; čelo je precej zglajeno; nos je močno raven; ustnice so trde; brada je oglata in štrleča. Manjši detajli so izginili in učinkovita ostaja samo forma kot celota. Ta razvoj od empiričnega, individualnega prototipa do univerzalnega, idealnega tipa je značilen za Michelangelov postopek in ga je mogoče opaziti celo v njegovih zgodnjih delih.